# 池田宗司
池田 宗司（いけだ そうじ、1986年12月22日 - ）は栃木県矢板市出身の元陸上競技選手。専門は中長距離種目。経歴は安沢小学校－片岡中学校－那須拓陽高等学校－駒澤大学法律学部法律学科－ヤクルト。

## 人物・来歴
中学時代はサッカー部に在籍。高校時代から本格的に陸上始めた。高校時代は同学年の小野裕幸や、後に大学の後輩となる宇賀地強や深津卓也と競り合った事もある。
2005年に駒澤大学に入学するが、1年時は故障に悩まされ箱根駅伝のメンバー入りは果たせなかった。2年時には10000mの自己ベストを更新し、第38回全日本大学駅伝では3区区間2位の好走で優勝に貢献したが、第83回箱根駅伝では1区区間15位に終わった。
3年時には第39回全日本大学駅伝で3区を走り区間賞を獲得しチームの連覇に貢献。第84回箱根駅伝でも1区区間2位の好走でチームの優勝に貢献した。2008年3月の第15回京都シティハーフマラソンでは優勝を果たした。
4年時には陸上競技部主将を務めた。第20回出雲駅伝では4区を走り区間2位。第85回箱根駅伝ではシード圏外でタスキを受ける苦しい展開のなか9区区間3位と好走したが、チームは13位に敗れた。2009年3月の立川シティハーフマラソンでは日本人トップとなる2位入賞を果たし、ユニバーシアード代表に選出された。
卒業後はヤクルトに入社。ニューイヤー駅伝には9回出場し、2014年にはエース区間の4区で区間9位の実績がある。マラソンでは東京マラソン2013で自己ベストを記録。2014年の別府大分毎日マラソンでは5位（日本人3位）に食い込んだ。
東京マラソン2020が引退レースとなり、2019年度をもって現役を引退。社業に専念する。

## 自己ベスト
- 5000m：13分52秒08（2008年7月 ホクレンディスタンスチャレンジ）
- 10000m：28分37秒26（2007年10月 日本体育大学記録会）
- ハーフマラソン：1時間02分10秒 (2008年3月 京都シティハーフマラソン)
- フルマラソン：2時間10分59秒 (2013年2月 東京マラソン)

## 主な戦績
- 2008年 京都シティハーフマラソン優勝 1時間02分10秒
- 2009年 立川シティハーフマラソン2位 1時間02分41秒
- 2009年 第25回夏季ユニバーシアードベオグラード大会 ハーフマラソン4位 1時間04分38秒
- 2013年 東京マラソン13位 2時間10分59秒
- 2014年 別府大分毎日マラソン5位 2時間11分12秒
- 2016年 びわ湖毎日マラソン10位 2時間13分27秒
- 2020年 東京マラソン35位 2時間11分56秒

### 大学三大駅伝戦績
| 学年               | 出雲駅伝                    | 全日本大学駅伝              | 箱根駅伝                          |
| ------------------ | --------------------------- | --------------------------- | --------------------------------- |
| 1年生 （2005年度） | 第17回 ー － ー 出走なし    | 第37回 ー － ー 出走なし    | 第82回 ー － ー 出走なし          |
| 2年生 （2006年度） | 第18回 ー － ー 出走なし    | 第38回 3区-区間2位 27分30秒 | 第83回 1区-区間15位 1時間05分50秒 |
| 3年生 （2007年度） | 第19回 ー － ー 出走なし    | 第39回 3区-区間賞 27分35秒  | 第84回 1区-区間2位 1時間04分40秒  |
| 4年生 （2008年度） | 第20回 4区-区間2位 18分41秒 | 第40回 4区-区間7位 41分41秒 | 第85回 9区-区間3位 1時間11分35秒  |

## 関連人物
- 大八木弘明
- 髙林祐介
- 星創太